# مطار جاكسونفيل الدولي
 مطار جاكسونفيل الدولي(بالإنجليزية: Jacksonville International Airport) (إياتا: JAX، إيكاو: KJAX) هو مطار دولي يقع في مدينة جاكسونفيل، فلوريدا.

## شركات الطيران والوجهات
| شركـات طيـران           | الوجهات | Refs   |
| ----------------------- | --- | ------ |
| أليجانت للطيران         | Cincinnati، مطار إنديانابوليس الدولي، مطار ناشفيل الدولي، Pittsburgh، مطار واشنطن دولس الدولي موسمي: Belleville/St. Louis ‏، Columbus–Rickenbacker، Flint، Grand Rapids ‏، Norfolk                                                | [ 6 ]  |
| الخطوط الجوية الأمريكية | مطار أوستن برغستروم الدولي (تنتهي في 7 يناير 2024)، مطار شارلوت دوغلاس الدولي، مطار أوهير الدولي، مطار دالاس فورت ورث الدولي، مطار ميامي الدولي، مطار فيلادلفيا الدولي، مطار فينيكس سكاي هاربر الدولي، مطار رونالد ريغان الوطني | [ 9 ]  |
| إمريكان إيغل            | مطار شارلوت دوغلاس الدولي، مطار أوهير الدولي، مطار ميامي الدولي، مطار فيلادلفيا الدولي، مطار رونالد ريغان الوطني | [ 9 ]  |
| Breeze Airways          | Hartford، مطار هاري ريد الدولي، مطار نيو أورلينز لويس أرمسترونغ الدولي، Norfolk، Providence موسمي: Columbus–Glenn، مطار لوس أنجلوس الدولي، Pittsburgh، Raleigh/Durham، Richmond، White Plains ‏                                  | [ 11 ] |
| خطوط دلتا الجوية        | مطار هارتسفيلد جاكسون، مطار لوجان الدولي، مطار ديترويت، مطار منيابولس سانت بول الدولي | [ 12 ] |
| Delta Connection        | مطار لوجان الدولي، مطار جون إف كينيدي الدولي، مطار لاغوارديا | [ 12 ] |
| خطوط فرونتير الجوية     | مطار فيلادلفيا الدولي موسمي: مطار دنفر الدولي، مطار لويس مارين مونيوز | [ 13 ] |
| خطوط جيت بلو الجوية     | مطار لوجان الدولي، Fort Lauderdale ‏، مطار جون إف كينيدي الدولي، مطار لاغوارديا | [ 16 ] |
| Silver Airways          | Fort Lauderdale ‏، مطار نيو أورلينز لويس أرمسترونغ الدولي | [ 17 ] |
| خطوط ساوث ويست الجوية   | مطار هارتسفيلد جاكسون، مطار بالتيمور واشنطن الدولي، مطار ميدواي الدولي، مطار دنفر الدولي، Houston–Hobby، مطار ناشفيل الدولي، مطار سانت لويس الدولي موسمي: مطار أوستن برغستروم الدولي، Dallas–Love، مطار رونالد ريغان الوطني     | [ 20 ] |
| خطوط بلاد الشمس الجوية  | موسمي: مطار منيابولس سانت بول الدولي |        |
| الخطوط الجوية المتحدة   | مطار أوهير الدولي، مطار دنفر الدولي، مطار جورج بوش الدولي، مطار نيوآرك ليبرتي الدولي، مطار واشنطن دولس الدولي | [ 22 ] |
| United Express          | مطار أوهير الدولي، مطار دنفر الدولي، مطار جورج بوش الدولي، مطار نيوآرك ليبرتي الدولي، مطار واشنطن دولس الدولي | [ 22 ] |

## الإحصائيات

### أشهر الوجهات
| الرتبة | المدينة                     | الركاب  | الناقل                      |
| ------ | --------------------------- | ------- | --------------------------- |
| 1      | مطار هارتسفيلد جاكسون       | 693,000 | دلتا، ساوث ويست             |
| 2      | مطار شارلوت دوغلاس الدولي   | 304,000 | الأمريكية                   |
| 3      | مطار دالاس فورت ورث الدولي  | 247,000 | الأمريكية                   |
| 4      | مطار جون إف كينيدي الدولي   | 192,000 | دلتا، جيت بلو               |
| 5      | مطار بالتيمور واشنطن الدولي | 168,000 | ساوث ويست                   |
| 6      | مطار لاغوارديا              | 156,000 | دلتا، جيت بلو               |
| 7      | مطار نيوآرك ليبرتي الدولي   | 146,000 | جيت بلو، المتحدة            |
| 8      | مطار أوهير الدولي           | 131,000 | الأمريكية، فرونتير، المتحدة |
| 9      | مطار فيلادلفيا الدولي       | 123,000 | الأمريكية، فرونتير          |
| 10     | مطار لوجان الدولي           | 116,000 | دلتا، جيت بلو               |

### شركات الطيران
| الرتبة | الناقل                  | الركاب    | الحصة  |
| ------ | ----------------------- | --------- | ------ |
| 1      | خطوط دلتا الجوية        | 1,472,000 | 22.50% |
| 2      | الخطوط الجوية الأمريكية | 1,340,000 | 20.47% |
| 3      | خطوط ساوث ويست الجوية   | 1,007,000 | 15.38% |
| 4      | خطوط جيت بلو الجوية     | 636,000   | 9.71%  |
| 5      | الخطوط الجوية المتحدة   | 618,000   | 9.44%  |
|        | آخرى                    | 1,473,000 | 22.50% |